# La Esperanza (Oaxaca)
La localidad de La Esperanza pertenece al Municipio de Santa María Chimalapa, dentro del Distrito de Juchitán, en la Región del Istmo de Tehuantepec en Oaxaca. Cuenta con 775 habitantes y está a 397 metros de altura.

## Ubicación
La localidad está ubicada cerca de los límites de Oaxaca, Chiapas y el estado de Veracruz, con este último con el Municipio de Uxpanapa. Se encuentra en las Coordenadas geográficas 17°6′14″N 93°55′17″O / 17.10389, -93.92139